# 컨트리 블루스
컨트리 블루스(영어: Country Blues, 또는 포크 블루스)는 주로 통기타를 중심으로 하며, 블루스의 요소와 민요의 특징이 혼합된 블루스이다. 미국 남부에서 블루스가 생기고 난 후, 빠르게 전국으로 확산되었고, 각 지역의 특색을 가진 블루스의 탄생 원인이 되었다. 이러한 지역 특색을 가진 블루스는 멤피스, 디트로이트, 시카고, 텍사스, 피에몬테, 루이지애나, 웨스트 코스트, 세인트 루이스, 이스트 코스트, 스웜프, 뉴올리언스, 델타, 힐 컨트리, 캔자스시티 블루스등이 있다.
아프리카계 미국인들의 음악적 취향이 1960년대 초기에 소울과 리듬앤블루스로 옮겨가면서, 컨트리 블루스는 새롭게 포크 블루스로 단장하였고, 주로 20대, 대학생 연령층의 백인들에게 판매되었다. 전통적인 예술가인 빅 빌 브론지와 써니 보 윌리엄 2세가 포크 블루스 아티스트로서 자신들을 알리기 시작했고, 소니 테리와 브라우니 맥기같은 피에몬테 블루스 맨들은 포크 페스티벌에서 큰 성공을 거뒀다.
새로운 시대의 시작을 알리는 컨트리 블루스 음반은 세계 2차 대전 이전 1950년대에 밀집되어 있고, Anthology of American Folk Music, The Country Blues 가 있다.

## 참조
- 컨트리 블루스 뮤지션 리스트
- 힐 컨트리 블루스
- 파이프(Fife) 그리고 드럼 블루스